# Desmond Hoyte
Desmond Hoyte (Georgetown, 9 de Março de 1929 - 22 de Dezembro de 2002) foi um político guianense.
Entrou no Parlamento como membro do Partido do Congresso Nacional do Povo (PNC) em 1968, e foi designado para ser Ministro dos Assuntos Internos em 1969, depois Ministro de Finanças em 1970, Trabalho e Comunicações em 1972 e Desenvolvimento Econômico em 1974. Depois das eleições de dezembro de 1980, passou a ser um dos cinco vice-presidentes, com a responsabilidade de planejamento econômico, finanças e desenvolvimento regional. Em 1984 se tornou Primeiro vice-presidente e Primeiro Ministro. A morte repentina do presidente Forbes Burnham em 6 de Agosto de 1985, levou Desmond a presidência, em uma época que a Guiana atravessava uma crise econômica e social. Durante as eleições Desmond foi duramente criticado por irregularidades. Desmond ocupou o cargo de Ministro de Assuntos Exteriores entre 1990 e 1992, enquanto era presidente da Guiana. Desmond só saiu do ministério quando entregou a presidência a Cheddi Jagan seu compadre e sucessor. Desmond Hoyte seguiu como líder do Partido do Congresso Nacional do Povo até a sua morte.